# Lagos Open 1978
Il Lagos Open 1978 è stato un torneo di tennis giocato sulla terra rossa. È stata la 2ª edizione del torneo che fa parte del Colgate-Palmolive Grand Prix 1978. Si è giocato a Lagos in Nigeria dal 5 all'11 marzo 1978.

## Campioni

### Singolare maschile
Kjell Johansson ha battuto in finale  Robin Drysdale 9–8, 6–3

### Doppio maschile
George Hardie /  Sashi Menon hanno battuto in finale  Colin Dowdeswell /  Jürgen Fassbender con il punteggio di 6–3, 3–6, 7–5